# Neidenstein
Neidenstein là một thị xã nằm ở tây nam nước Đức, giữa Heidelberg và Sinsheim. Nơi đây thuộc vào huyện Rhein-Neckar của bang Baden-Württemberg.

## Nhân khẩu học
Phát triển dân số: 
| Năm  | Số dân |
| ---- | ------ |
| 1990 | 1.535  |
| 2001 | 1,864  |
| 2011 | 1.835  |
| 2021 | 1.756  |